# Токомерий
Тихомир, Токтомир или Токомерий (на румънски: Tihomir; на латински: Thocomer), е владетел на Влашко от около 1290 до около 1310 г.
Името на Тихомир е споменато само в документ на крал Карл Роберт от 26 ноември 1332, където е посочено „схизматикът Басараб, син на Токомерий.“ Женен е за Ана, дъщеря на войводата Лютовой. Тихомир е баща на Иванко I Басараб, който става основател на династията Басараб.
Наследен от сина си Иванко I Басараб.